# Agonoteci
Agonoteci („organizatorzy igrzysk”, gr. ἀγωνοθέται agōnothétaj lub agōnothetai, lp ἀγωνοθέτης agōnothetēs) – w starożytnej Grecji określenie osób, najczęściej urzędników, zajmujących się igrzyskami.
Do ich obowiązków należało zorganizowanie igrzysk i pilnowanie ich przebiegu, zarządzanie przeznaczonymi na ich cel funduszami, jak również sędziowanie oraz wręczanie nagród. Byli także fundatorami zawodów, ponoszącymi ich koszty, choć nie zawsze tak się zdarzało.
Agonotetą można było zostać z własnej inicjatywy lub też z racji pełnienia urzędu czy wydelegowania do tego zadania przez polis. Na ogół zajmowali się tym urzędnicy aktualni lub byli oraz bogaci obywatele, wybierani lub zajmujący się tym dożywotnio, w ramach euergetyzmu. Fundatorami igrzysk bywały także kobiety, bardzo często zamożne wdowy. W poszczególnych poleis różnie tytułowano agonotetów, przykładowo w Atenach było to dziesięciu athlothetai, natomiast w przypadku igrzysk olimpijskich najczęściej byli znani jako hellanodikowie.
Była to zaszczytna funkcja, agonoteci korzystali z różnych przywilejów, jak przykładowo prawo noszenia honorowej, purpurowej szaty. Również samo wręczanie nagród zwycięzcom zawodów uchodziło za wyróżnienie.
Termin „agonotezja” w nowożytnej literaturze oznacza rodzaj nadzoru któregoś z poleis nad konkretnymi igrzyskami, w przypadku zawodów w Olimpii było to przedmiotem sporów między Pisą a Elidą.